# Transformers: Animated
Transformers: Animated est une série d'animation américaine en 42 épisodes de 22 minutes produite chez Cartoon Network Studios et animée chez The Answer Studio, MOOK DLE et Studio 4°C, basée sur la ligne de jouets Transformers et diffusée entre le 26 décembre 2007 et le 23 mai 2009 sur Cartoon Network aux États-Unis et à partir du 3 avril 2010 sur TV Asahi et TV Tokyo.
La chaîne européenne Cartoon Network a diffusé la série le 10 septembre 2008. En France, elle a été diffusée à partir du 3 septembre 2008 sur Gulli.

## Scénario
La série débute avec un épisode pilote en trois parties intitulé Transform and Roll Out!. Plusieurs siècles après la victoire des Autobots face aux Decepticons, une équipe de maintenance pour Autobots menée par Optimus Prime et constituée de Ratchet, Bulkhead, Prowl et Bumblebee, découvrent le légendaire AllSpark dans un astéroïde. Les Autobots ramènent le AllSpark, mais sont par la suite confrontés à  l'équipe de Blitzwing, Lugnut, Blackarachnia et Starscream, menée par Mégatron. Megatron les attaque pour tenter de récupérer le AllSpark, mais les protagonistes Autobots s'écrasent accidentellement sur Terre. Dans la première saison, les Autobots tentent de s'adapter aux us et coutumes de la Terre.

## Personnages

### Autobots
- Autobots principaux :
  - Optimus Prime : chef Autobot courageux sentimental. Son mode véhicule est un camion de pompiers.
  - Bumblebee : éclaireur Autobot, adore les nouvelles technologies. Son mode véhicule est une petite voiture à hayon jaune.
  - Ratchet : médecin Autobot. Son mode véhicule est une ambulance.
  - Bulkhead : Autobot, force incroyable. Son mode véhicule est un camion blindé.
  - Prowl : ninja Autobot, adore la nature. Son mode véhicule est une moto de police.

- Garde d'élite :
  - Ultra Magnus : chef suprême des Autobots. Son mode véhicule est un camion anti-aérien.
  - Sentinel Prime : chef en second des Autobots. Son mode véhicule est un pick-up avec un pare-chocs blindé.
  - Jazz : Cyber Ninja Autobot. Son mode véhicule est une voiture de course.
  - Blurr : espion Autobot. Son mode véhicule est une voiture de course futuriste.
  - Jetfire : soldat d'assaut aérien Autobot. Son mode véhicule est un jet futuriste.
  - Jetstorm : soldat d'assaut aérien Autobot. Son mode véhicule est un jet futuriste.
  - Warpath : chef militaire Autobot. Son mode véhicule est un char d'assaut.

- Autobots secondaires :
  - Wreck-Gar : Camion à ordures
  - Arcee : voiture de sports futuriste
  - Elita-1 : voiture de course futuriste
  - Longarm : responsable des communications de Cybertron
  - Omega Supreme : Ultime Soldat des Autobots. Son mode véhicule est un vaisseau spatial (arche)
  - Cliffjumper : Autobot
  - Wheeljack : ingénieur Autobot
  - Perceptor : ingénieur Autobot

- Dinobots :
  - Grimlock : T-rex, chef des Dinobots
  - Snarl : Tricératops
  - Swoop : Ptérodactyle

- Section Rodimus:
  - Rodimus Prime : chef de la section Rodimus
  - Hot Shot : soldat de la section Rodimus
  - Red Alert : médecin de la section Rodimus
  - Brawn : soldat de la section Rodimus
  - Ironhide : soldat de la section Rodimus

### Decepticons
- Decepticons principaux
  - Mégatron : chef suprême des Decepticons
  - Starscream : sous-chef suprême des Decepticons
  - Lugnut : bombardier Decepticon
  - Blitzwing : soldat Decepticon

- Decepticons secondaires
  - Lockdown : chasseur de primes
  - Soundwave (en) : éclaireur Decepticon
  - Swindle : contrebandier
  - Shockwave : agent double, espion de Mégatron chez les autobots sous la fausse identité de Longarm
  - Lugnut Suprême / Starscream Suprême : soldat ultime des Decepticons

- Predacons :
  - Blackarachnia : Predacon (ancien autobot puis Decepticon à moitié organique)
  - Wasp/Waspinator : Predacon (ancien autobot puis Decepticon à moitié organique)

- Constructicons
  - Dirt Boss : chef des Constructicons
  - Scrapper : Constructicon
  - Mixmaster : Constructicon

- Clone de Starscream
  - Skywarp : clone de Starscream, c'est un lâche
  - Thundercracker : clone de Starscream, c'est un mégalomane
  - Sunstorm : clone de Starscream, c'est un gros fayot
  - Ramjet : clone de Starscream, c'est un menteur
  - Slipstream : clone de Starscream, partie féminine de Starscream

- Section Strika
  - Strika: chef de la section Strika
  - Oil Sick : soldat de la section Strika
  - Blackout : soldat de la section Strika
  - Spittor : soldat de la section Strika
  - Cyclonus : soldat de la section Strika

## Bons humains
- Sari Sumdac : la principale personnage humaine, Sari est la fille de 8 ans du professeur Sumdac, et s'est liée d'amitié avec les Autobots. À la suite d'une exposition au Allspark, elle possède une clé lui permettant de contrôler les machines non-vivantes, et de réparer n'importe quelle machine, y compris les Autobots. Dans la saison 3, il est révélé qu'elle est en réalité un hybride techno-organique d'humain et de cybertronien. Grâce à la clé, elle se change en guerrière adolescente.
- Professeur Isaac Sumdac : le père (adoptif en réalité) de Sari, devenu un scientifique renommé en créant des technologies inspirées de la Tête de Mégatron, qu'il avait retrouvé lors du crash du vaisseau Autobot. Durant la saison 2, il est enlevé par les Decepticons et forcé de travailler pour Mégatron, mais il sera délivré par les autobots.
- Capitaine Fanzone : le chef plutôt grognon de la police de Detroit. Il clame souvent haïr les enfants et les machines, généralement quand ces dernières lui posent des problèmes avec leurs dysfonctionnements, mais malgré cela, il a plutôt une coopération amicale avec les Autobots, et constitue l'un de leurs rares alliés humains récurrents.

## Mauvais humains
- L'Archer vengeur : un voleur utilisant une grande variété de flèches et un arc. Clairement une parodie de Robin des Bois et Green Arrow. Il sera en prison après la confrontation de Swindle.
- Nino Sexton/Nanosec : un bandit doté d'une super-vitesse. Il sera en prison après la confrontation de Swindle.
- Prometheus Black/Fusion : un homme d'affaires qui hait les machines en les accusant de vol d'emploi et de réduction au chômage; il est devenu un mutant d'acide. Après la confrontation de Blackarachnia, il est laissé pour mort mais il sera régénéré.
- Cyrus "the Colossus" Rhodes : il est le bras droit de Prometheus Black et il ressemble à un nain vieillard; il peut devenir un colosse herculéen. Il est probablement tué par les dinobots, face à qui il ne fera jamais le poids.
- Les mutants de Prometheus Black : l'un est un homme chauve-souris aux allures de Frankenstein, et le second est un homme requin avec des tentacules à son bras gauche et une pince de crabe à son bras droit. On ne sait jamais ce qui advient d'eux après la défaite de Prometheus Black.
- Professor Princess : une naine aux allures de magical girl. Elle sera en prison après la confrontation de Swindle.
- Henry Masterson/Headmaster : le scientifique avec son engin qui prend le contrôle des corps de robots,  même celui des transformers. Mais il ne peut jamais se mettre en mode véhicule; comme par exemple il essaie de se transformer en Jet avec le corps de Starscream, et cela projette son engin hors du corps du transformer. il sera arrêté pour ses actes.
- Master Disaster : il organise des rallyes sans permission des autorités. Il est arrêté pour ses actes.
- Samantha Lomow/Slo-Mo : une criminelle qui contrôle le temps. Elle sera en prison après la confrontation de Swindle.
- Porter C. Powell : un homme d'affaires sans scrupule. Mais il sera en faillite après la défaite de Soundwave.

## Autres humains
- Maire Augustus Edsel : le gouverneur de Détroit.
- Miss Adrias : la secrétaire de Augustus Edsel.
- La famille Witwicky : Spike le père, Carly la mère et Daniel le fils.
- Sparkplug : un ouvrier.

## Doublage

### Voix françaises
- Frédéric Popovic : Optimus Prime, Ultra Magnus, Jetfire, Scrapper, Strika, Henry Masterson, Nino Sexton, Colossus Rhodes, Master Disaster
- Adeline Chetail : Sari Sumdac, Red Alert
- Sylvain Lemarié : Ratchet, Starscream, Grimlock, Dirt Boss, Ironhide, Swindle, Yoketron, Cliffjumper, Rodimus Prime, Skywarp, Thundercracker, Sunstorm, Ramjet, Porter C. Powell
- Bruno Magne : Bumblebee, Capitaine Fanzone, Sentinel Prime, Lugnut, Ozimondice/Wreck-Gar, Longarm/Shockwave, Soundwave, Hot Shot
- Vincent Violette : Megatron, Prowl, le Professeur Sumdac, Jetstorm, Mixmaster
- Frédéric Cerdal puis Gérard Rouzier : Bulkhead, Blitzwing, Lockdown, Omega Supreme, Jazz, Fusion, l'Archer Vengeur
- Anne Plumet : Arcee, Blackarachnia/Elita-1, Slipstream, le Professeur Princesse, Slo-Mo

Version française
- Studio de doublage : Lincoln
- Direction artistique : Vincent Violette

## Production
La série a été animée par les studios d'animation japonaises MOOK DLE, The Answer Studio (la même qui a animé Super Robot Monkey Team Hyperforce Go!), et Studio 4°C. Initialement connue sous le titre de projet Transformers: Heroes, son nouveau titre a été désigné pour coïncider avec le film d'action diffusé en juillet 2007, des mois avant que le premier épisode ait été diffusé. La série internationalement distribuée par Entertainment Rights. Le réalisateur et superviseur de la série se nomme Matt Youngberg (Teen Titans, The Batman), en collaboration avec le vice-président exécutif de Cartoon Network, Sam Register, sous le rôle de producteur exécutif, et Vincent Aniceto. Le premier épisode devait être diffusé en intégralité le 3-4 novembre 2007 au NTFA Mini-Con, une convention de Transformers localisée à Arlöv, en Suède. l'épisode, cependant, a dû être coupé pour préserver une durée de 11 minutes,.
Bien que la série ait été diffusée dans de nombreux pays, la série a été retardée au Japon. Cependant, le 18 décembre 2009, il est annoncé sur le site Internet officiel de Takara Tomy que la série serait diffusée d'ici printemps 2010. Par la suite, TV Aichi confirme la date exacte de diffusion, le 3 avril 2010, à 8 h sur la chaîne de télévision TV Tokyo. Le film officiel étant adapté au Japon, Takara Tomy ne renomme pas Optimus en Convoy, comme il a été précédemment fait.

## Jeux vidéo
La série a été adaptée en jeu vidéo sous le titre Transformers Animated: The Game.
Un jeu d'arcade a été sorti sous le titre Transformers Animated: The Chase par Sega.